# Feinwerkbau
Feinwerkbau (Abk. FWB) ist ein deutscher Hersteller von Sportwaffen, insbesondere Luftgewehre und -pistolen bzw. Kleinkalibergewehre und -pistolen. Das Unternehmen hat seinen Sitz in Oberndorf am Neckar.

## Unternehmensgeschichte
Die Gesellschaft wurde nach dem Zweiten Weltkrieg von den Oberingenieuren Karl Westinger und Ernst Altenburger gegründet und 1951 im Handelsregister eingetragen. Bis zum Jahr 1960 fertigte Feinwerkbau Westinger & Altenburger hauptsächlich Präzisionsteile für andere Unternehmen. Daneben entwickelte man eine elektromechanische Rechenmaschine, die von den Olympia-Werken in Wilhelmshaven in großen Stückzahlen gefertigt wurde. Bis 1975 wurden alle Olympia-Rechenmaschinen in Oberndorf am Neckar bis zur Serienreife entwickelt.
Nach der Wiedergründung des Deutschen Schützenbundes 1956 entwickelten die beiden im Waffenbau erfahrenen Firmengründer das erste Seitenspanner-Wettkampfluftgewehr mit starrer Visierlinie und einem patentierten Rücklaufsystem für einen erschütterungsfreien Schuss, das zu Beginn der 1960er-Jahre auf den Markt gebracht wurde. Seit 1965 führt Feinwerkbau auch Luftpistolen.
Bedingt durch die große Nachfrage nach Sportwaffen von Feinwerkbau war es möglich, das Unternehmen zu vergrößern, die Fertigung zu optimieren und vor allem die Weiterentwicklung der Sportwaffen voranzutreiben. Der Entwicklung der Sportwaffen entsprechend folgten den federgetriebenen Luftdruckwaffen CO2-Gewehre und -Pistolen sowie Sportwaffen mit vorkomprimierter Luft und heute mit Pressluft. Die Sportpistole AW93 mit Rückstoßdämpfung und ein komplettes Kleinkalibergewehr-Programm runden die Sportwaffen-Palette des Unternehmens ab. Auch heute noch fertigt Feinwerkbau Einzelteile und Kleinserien für andere Unternehmen.
Das Unternehmen beschäftigt heute ca. 140 Mitarbeiter und wird in der dritten Generation geleitet.
Seit dem 1. Januar 2016 firmiert die Firma unter „Feinwerkbau GmbH“.

## Produkte
Zum Stammprogramm des Unternehmens zählen Sportwaffen, mit denen bei vielen nationalen und internationalen Wettkämpfen regelmäßig Erfolge erzielt werden. Die Olympiasiegerin von 2012, die Chinesin Yi Siling, schießt mit einem Feinwerkbau-Luftgewehr.
Im Jahr 2002 brachte FWB ihre erste Vorderladerwaffe, die Unterhammerpistole „History No. 1“, auf den Markt. Feinwerkbau stellte bis 2013 außerdem den Schwarzpulverrevolver „History No. 2“ her. Ursprünglich wurde dieser originalgetreue Nachbau des sechsschüssigen Revolvers von Rogers & Spencer in einer Auflage von 3000 Stück bis 1998 für das Unternehmen Sportartikel König in Bretzfeld-Geddelsbach hergestellt, die Produktion lief über die Waffenliste und das Waffenbuch von König und wurde an das Unternehmen HEGE (Zeughaus Überlingen) als Großhändler zur Vermarktung weitergegeben. Das Vorbild dieses Perkussionsrevolvers wurde Mitte des 19. Jahrhunderts von den Amerikanern Rogers und Spencer hergestellt.
Die derzeit (2014) aktuelle Luftgewehrserie heißt „Modell 800“ und ist seit 2012 im Programm von Feinwerkbau. Seit Mitte 2014 bietet Feinwerkbau außerdem wieder ein Knicklauf-Luftgewehr an, welches durch das Spannen einer Feder betrieben wird. Dieses „Modell Sport“ ist vornehmlich für den ambitionierten Freizeitschützen gedacht.
Luftgewehre
- Modell 121 / 124 / 125 / 127
- Modell 150
- Modell 300
- Modell 600
- Modell 601 (lfd. Scheibe)
- Modell 602 (lfd. Scheibe)
- Modell 603 (Aufgelegt/lfd. Scheibe/Junior/Aluschaft)
- Modell C60 (Junior/lfd. Scheibe)
- Modell C62 (Aufgelegt/lfd. Scheibe)
- Modell C63 Junior
- Modell P70 (Aluschaft/Auflage/Junior/lfd. Scheibe/Field Target)
- Modell 700 (Junior/Evolution/Evolution Top/Universal/Basic/Alu)
- Modell 800 X  (Aufgelegt/Alu/Universal)
- Modell 800 Universal (Schaft)
- Modell 800 W (Hybrid/Auflage)
- Modell 900 (Alu/Alu-Auflage/Alu-Hybrid/W/W-Auflage/W-Hybrid)
- Modell 500
- Modell P75

Luftpistolen
- Modell 2
- Modell 65
- Modell 80
- Modell 90
- Modell C5
- Modell C10
- Modell C20
- Modell C25
- Modell C55
- Modell P30
- Modell P34
- Modell P40
- Modell P55
- Modell P56
- Modell 100
- Modell 102
- Modell 103 (einteiliger Griff [hellblau])
- Modell P44
- Modell P58
- Modell P11
- Modell P11 Piccolo
- Modell P8X
- Modell P85

Kleinkalibergewehre
- Modell 2000 (lfd. Scheibe/elektr. Abzug/Universal/Super Match)
- Modell 2600 (Universal/Super Match)
- Modell 2602 (Universal/Sport/Super Match/Super Match mit Kurzlaufsystem)
- Modell 2700 (Alu leicht/Universal)
- Modell 2800 (Alu/Alu X-Change/Alu-Auflage/W/W-Auflage)

Kleinkaliberpistolen
- AW93

Schwarzpulver
- Perkussionsrevolver Rogers & Spencer
- Perkussionsrevolver (Hege, Army Match System)
- Perkussionsrevolver Modell History II
- Perkussionspistole Modell History I

Lichtwaffen
- Simulator Gewehr Alu
- Simulator Gewehr
- Simulator Pistole